# سمر (إربد)
سمر منطقة سكنية تقع في لواء بني كنانة، محافظة إربد في الأردن. تنتمي المنطقة لقضاء بني كنانة الذي يضم 28 منطقة. يقدر عدد سكانها بـ 5895 نسمة حسب التقدير الإحصائي عام 2017.

## الوصلات الخارجية
- دائرة الاحصاءات العامة